# Niagassola
Niagassola es una localidad de la prefectura de Siguiri en la región de Kankan, Guinea, con una población censada en marzo de 2014 de 30 640 habitantes.
Se encuentra ubicada al noreste del país, cerca de la frontera con Malí.